# Bob's Burgers - Il film
Bob's Burgers - Il film (The Bob's Burgers Movie) è un film d'animazione del 2022 diretto da Loren Bouchard e Bernard Derriman.
Il film è basato sulla serie animata Bob's Burgers, creata dagli stessi Bouchard e Derriman.

## Trama
Durante una notte tempestosa, due uomini lottano al Wonder Wharf.
Sei anni dopo, la famiglia Belcher è in difficoltà economiche: il pagamento dell'affitto si avvicina così come la scadenza del pagamento della rata del prestito della banca. Bob, per tentare di ovviare almeno a uno dei due problemi, si reca in banca, sperando in un rinvio della scadenza del prestito, ma gli viene rifiutata: ha 7 giorni per trovare il denaro necessario.
A scuola, Tina cerca il coraggio per chiedere a Jimmy Pesto di essere il suo fidanzato estivo; Gene è preoccupato perché la sua band deve suonare all'ottavo anniversario del Wonder Warf, ma ha paura di fare una figuraccia; Louise viene presa in giro per il suo cappello con le orecchie da coniglio che è da poppante.
L'estate è vicina, e tutti i membri della famiglia Belcher sperano che le cose andranno per il meglio quando, una mattina, davanti al Bob's Burgers si apre una profonda voragine, causata dalla perdita di una tubatura sotterranea ormai logora e mai rimpiazzata. Bob perde le speranze: la voragine è esattamente davanti alla porta d'ingresso del locale e nessun cliente acquisterà hamburger e quindi lui non sarà in grado di ripagare il debito con la banca. Linda cerca di rassicurarlo, ma Bob è troppo giù di morale per vedere uno spiraglio.
Durante la notte, Louise decide di calarsi nella voragine per dimostrare di non essere una poppante. Mentre sta scendendo, scivola e finisce nel fango. I fratelli l'aiutano a risalire, ma, durante la risalita, Louise porta alla luce uno scheletro; una volta uscita, porta con sé un dente dalla forma strana. La voragine diventa quindi il luogo delle indagini per l'omicidio di "Zucchero filato" Dan, un giostraio del Wonder Wharf scomparso misteriosamente sei anni prima. Per l'omicidio viene incriminato Calvin Fischoeder, locatore di Bob e proprietario del Wonder Wharf. Louise, tuttavia, è certa dell'innocenza di Calvin, dato che si è dimostrato per niente preoccupato quando ha scoperto della voragine.
Teddy, autoproclamatosi migliore amico di Bob e cliente affezionato del Bob's Burgers, decide di aiutare la famiglia Belcher e modifica il suo barbecue per renderlo un carretto ambulante, con cui Bob e Linda possono vendere i loro hamburger anche fuori dallo stabile. Bob è preoccupato da questa idea, perché non ha la licenza per la vendita itinerante di prodotti, ma Linda riesce a convincerlo.
I tre piccoli Belcher decidono di investigare sul caso. Si recano a "Giostropoli", il campo roulotte dove vivono i giostrai del Wonder Wharf. Parlano con Mickey, loro vecchio amico, che però non riesce a dar loro alcun indizio utile. Mentre se ne vanno, i tre vengono raggiunti da un giostraio che li informa di come la sera in cui "Zucchero filato" Dan è scomparso sia stato visto litigare con Calvin e Felix Fischoeder. I tre bambini vanno a informare il detective Bosco che non li ascolta, ma dà loro un indizio importante: nella voragine è stato trovato un gemello a forma di banana con cappello di laurea. Louise è ora convinta che ad aver ucciso "Zucchero filato" Dan sia stato Felix Fischoeder per incastrare il fratello Calvin e godersi le fortune della famiglia Fischoeder.
Bob, Teddy e Linda, che per l'occasione ha indossato un vecchio costume da hamburger di Gene, si appostano all'entrata del Wonder Wharf a vendere hamburger, ma l'improvviso arrivo di Hugo, ispettore sanitario e rivale in amore di Bob, li convince a portare il carretto all'interno del parco divertimenti. Qui gli affari vanno a gonfie vele, fino a che, dopo essersi decisi a cambiare zona per non dare troppo nell'occhio, Bob investe un altarino in memoria di "Zucchero filato" Dan. I tre vengono quindi inseguiti dai giostrai, che vogliono vendicare l'affronto al ricordo del loro collega. Teddy si divide dal gruppo e torna al Bob's Burgers (dove il carretto cede definitivamente), mentre Bob e Linda si nascondono nel parco.
Tina, Gene e Louise vanno alla casa dei Fischoeder in cerca di indizi, ma, mentre indagano, Felix torna a casa: si sta preparando per fuggire dal paese. Questa rivelazione convince i piccoli Belcher che Felix è davvero colpevole e lo seguono fino al "Monte talpa", una delle attrazioni del Wonder Wharf. Lì, scoprono che sotto la giostra si nasconde un club privatissimo, disponibile solo ai fratelli Fischoeder. Calvin giunge improvvisamente poiché, pagata la cauzione, ha deciso di fuggire dal paese col fratello, sfruttando una vecchia giostra del parco opportunamente modificata. Calvin mostra ai fratelli il "sotto pontile", una zona in cui vengono conservate le vecchie attrazioni e da cui si può accedere all'intero parco grazie a passaggi sotterranei. Al club arriva anche Grover, cugino dei fratelli Fischoeder e loro avvocato di famiglia. Nella confusione generale, Louise si accorge che in una delle vecchie foto del Wonder Wharf, Grover indossa un gemello identico a quello trovato nella voragine e nota che sul polso ha una cicatrice a forma di morso e uno dei denti ha la stessa forma di quello che lei aveva trafugato dalla voragine. Grover confessa l'omicidio di "Zucchero filato" Dan e prende in ostaggio i fratelli Fischoeder e i tre piccoli Belcher.
Bob e Tina, dal loro nascondiglio sopra il palco conchiglia, notano le biciclette dei loro figli vicino al "Monte talpa" e decidono di entrare nella giostra. Giungono nel club segreto, dove vengono rapiti da Grover che spiega il suo piano malefico: uccidere i due fratelli Fischoeder e bruciare "Monte talpa" per poter realizzare il suo sogno di costruire "Mega park", un parco divertimenti estremamente ambizioso. Grover fa salire Calvin e Felix nel sottomarino del Capitano Nemo che non è stato modificato come previsto e che, quindi, affonderà condannando a morte i fratelli Fischoeder. Mentre sale sul sottomarino, Calvin segnala a Louise di aprire il passaggio segreto per il "sotto-pontile", ma la bimba non trova il coraggio di agire. Tina prende in mano la situazione, apre il passaggio e la famiglia Belcher fugge su un'automobile-vongola. Credendo di essere in salvo, vagano per il sotto-pontile, quando vengono raggiunti da Grover alla guida di un'auto-aragosta. I Belcher riescono a uscire dal sotto-pontile lanciandosi con la macchina sulla spiaggia e, dopo che Grover riesce a bucare una delle loro gomme, riescono a raggiungere la voragine davanti a Bob's Burgers. Si accorgono, però, che l'apertura della macchina è bloccata e sono intrappolati. Grover, dopo averli raggiunti, li spinge nella voragine e li seppellisce, utilizzando l'auto-aragosta come ruspa per spostare un mucchio di sabbia lasciato lì per coprire la voragine.
Tutto sembra perduto per i Belcher, che hanno ormai poco ossigeno a disposizione. I componenti della famiglia rivelano i propri sentimenti e Louise scopre le origini del suo cappello: le era stato donato un semplice cappello rosa per il primo giorno di asilo in memoria della mamma di Bob che ne aveva sempre uno in testa; tornata dal primo giorno di asilo, per il coraggio dimostrato, Linda le ha cucito due grosse orecchie come ricordo della sua forza. Anche Bob ritrova la speranza e la voglia di fare: decide quindi di riaccendere la macchina e sperare che la ruota bucata, ormai priva di copertone, riesca a sciogliere le condutture temporanee in plastica e che la pressione dell'acqua li possa catapultare fuori dalla voragine.
Il piano ha successo: la macchina viene espulsa dalla voragine e atterra al sicuro. Ma il portellone è ancora bloccato. Teddy, giunto in aiuto, porta uno dei pezzi del carretto ambulante e riesce a liberare i Belcher, che avvertono le autorità. La guardia costiera recupera il sottomarino con i fratelli Fischoeder, mentre Grover viene arrestato.
Come segno di riconoscenza Fischoeder blocca il pagamento del mese di affitto alla famiglia Belcher, che finalmente può pagare la rata della banca.

## Distribuzione
Disney aveva annunciato l'uscita del film per il 17 luglio 2020, per poi ritirarlo a causa di alcuni errori di programmazione. In seguito alla pandemia di COVID-19 era stato spostato prima al 9 aprile 2021, per poi annullarne l'uscita a tempo indeterminato.
Il film è stato proiettato in anteprima al El Capitan Theatre di Los Angeles il 17 maggio 2022 per poi essere distribuito nei cinema degli Stati Uniti il 27 maggio.
Tuttavia, In alcuni paesi come Portogallo, Spagna, Francia, Italia e Israele, l'uscita nelle sale del film non è avvenuta nonostante ci fossero già date di uscita marcate per detti paesi, con il film invece messo in anteprima direttamente su Disney+ il 13 luglio 2022.